# 인도네시아 증권거래소
인도네시아 증권거래소(인도네시아어: Bursa Efek Indonesia, 영어: Indonesia Stock Exchange, IDX)는 인도네시아 자카르타에 본사를 둔 증권거래소이다. 2007년 수라바야 증권거래소(Surabaya Stock Exchange, SSX)와 합병하기 이전의 이름은 자카르타 증권거래소(Jakarta Stock Exchange, JSX)였다. 2017년 12월 기준으로 567개 기업이 상장되어 있고 인도네시아 루피아로 거래한다.

## 역사
1912년 12월에 네덜란드령 동인도 식민지 정부의 승인을 얻어 바타비아(현재의 자카르타)에서 증권거래소가 개장되었지만 제1차 세계 대전과 제2차 세계 대전으로 인해 몇 차례나 문을 닫았다. 그러다 1977년에 인도네시아의 수하르토 대통령이 자카르타에서 증권거래소를 다시 열었다. 2007년 9월에 자카르타 증권거래소와 수라바야 증권거래소가 합병했다.

## 같이 보기
- 인도네시아의 경제
- IDX 종합지수